# Luis Muñoz Cabrero
Luis Muñoz Cabrero (Madrid, 12 de febrero de 1928-San Pedro Alcántara, 17 de julio de 1989) fue un deportista español que compitió en bobsleigh en las modalidades doble y cuádruple.
Ganó una medalla de bronce en el Campeonato Mundial de Bobsleigh de 1957, en la prueba doble (junto con Alfonso de Portago). Participó en los Juegos Olímpicos de Cortina d'Ampezzo 1956, ocupando el noveno lugar en la prueba cuádruple.

## Palmarés internacional
| Campeonato Mundial | Campeonato Mundial   | Campeonato Mundial | Campeonato Mundial |
| Año                | Lugar                | Medalla            | Prueba             |
| ------------------ | -------------------- | ------------------ | ------------------ |
| 1957               | Sankt Moritz (Suiza) | Medalla de bronce  | Doble              |